# Gabriele Wilpers
Gabriele Wilpers (geb. 11. November 1953 in Paderborn) ist eine deutsche Künstlerin. Zusammen mit ihrem Ehemann Herbert Galle realisiert sie Kunst im öffentlichen Raum.

## Leben
Wilpers ist als Gastwirtstochter im Hotel Wilpers in Geseke  aufgewachsen. Sie ist die älteste Schwester von Susanne Wilpers. Von 1970 bis 1973 erhielt sie eine Ausbildung als Fotografin bei Hildegard Kaup. Nach der Ausbildung studierte sie freie Malerei an der Folkwang Hochschule in Essen. Dort blieb Wilpers und arbeitete ab 1979 als freiberufliche bildende Künstlerin, 2019 zog sie nach Geseke. Sie ist erste Preisträgerin zahlreicher Wettbewerbe für Kunst im öffentlichen Raum. Ein Schwerpunkt ihrer Arbeit – neben Malerei und Fotografie – sind raumbezogene Konzepte, in denen sie mit unterschiedlichen künstlerischen Mitteln (Installation, Objekte, Film, architektonische Glasgestaltung) Grundbedingungen menschlicher Existenz reflektiert. Durch Eingriffe in einen vorgegebenen Raum, der sowohl profanen als auch sakralen Charakter haben kann, werden Fragen nach dem Kontext gestellt, in dem der Mensch der Gegenwart steht.
Gabriele Wilpers leitet zusammen mit Herbert Galle seit 2020 das Kulturfenster am Hellweg in Geseke.
Wilpers wird international durch die Galerie Waterfall Gallery in New York vertreten. Sie realisierte Projekte in Deutschland, Italien, Österreich und den USA.

## Auszeichnungen
- 2023: Heimatpreis der Stadt Geseke (Kulturfenster am Hellweg)[5]
- Architekturpreis 2023 der Evangelische Kirche im Rheinland
- 2024: Publikumspreis zum Architekturpreis 2023 der Evangelischen Kirche im Rheinland[6]

## Ausstellungen (Auswahl)
- 1989/91: Große Kunstausstellung NRW, Düsseldorf
- 1995: Hier und Jetzt – Aktuelle Kunst in Hamm und der Region, Gustav-Lübcke-Museum, Hamm
- 2000: Bedrohte Schönheit  – Zeitgenössische Position im Rahmen der Ausstellung Gärten und Höfe der Rubenszeit, Gustav-Lübcke-Museum, Hamm
- 2005: Ein Kreuz für das 21. Jahrhundert, Dombergmuseum Freising

## Kunst im öffentlichen Raum (Auswahl)
- 2014: Neugestaltung der katholischen Pfarrkirche Herz-Jesu, Bad Rappenau
- 2014: Neugestaltung des Altarraums der Evangelische Kirche Frechen
- 2016–2018: Fenster- und Raumgestaltung im Kolumbarium St. Pius, Bochum-Wattenscheid
- 2023: Künstlerisches Gestaltungskonzept im Rahmen der Neustrukturierung der katholischen Pfarrkirche St. Valentin in Schönenberg-Kübelberg[7]

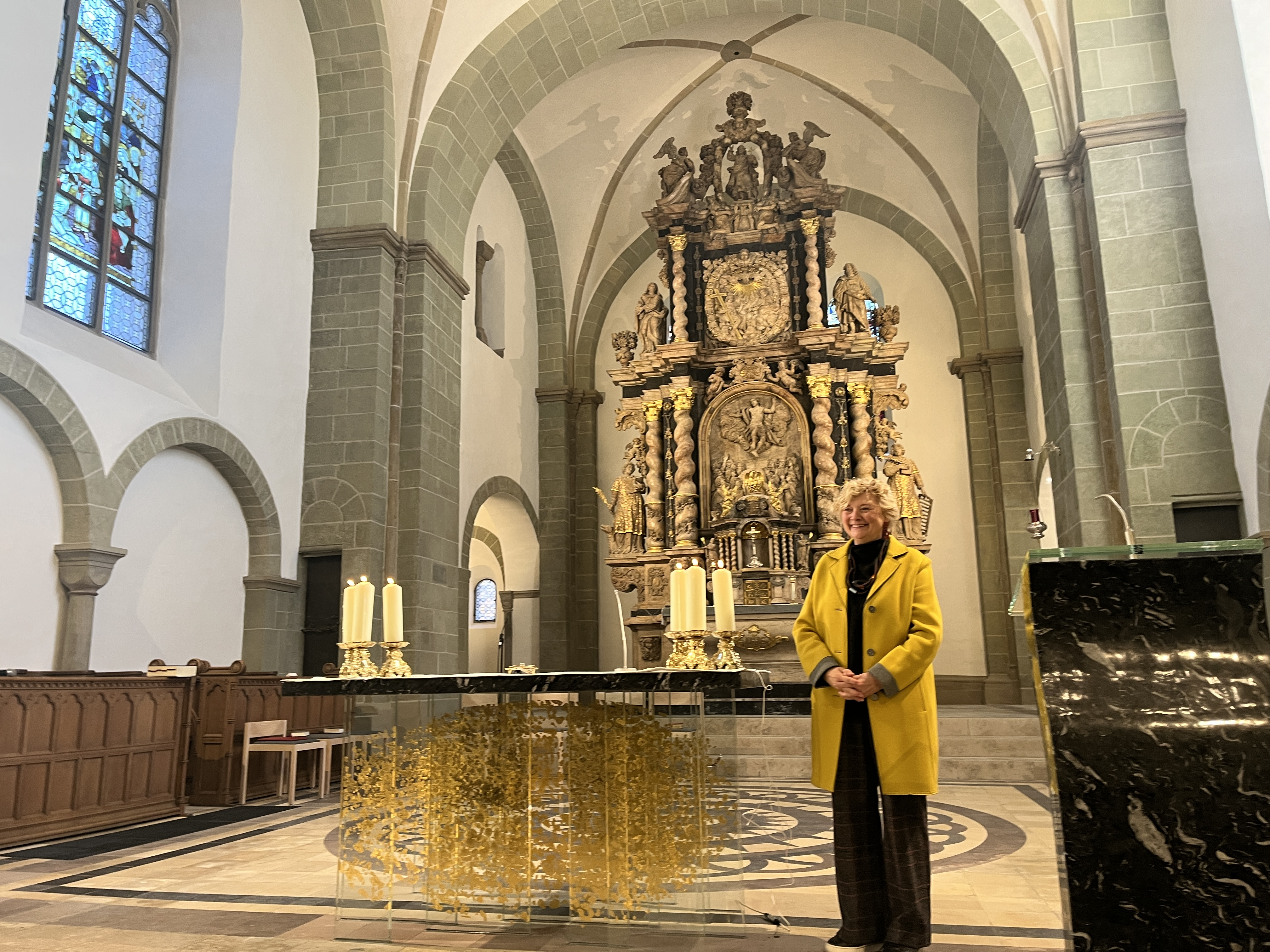
Gabriele Wilpers neben ihrem gestalteten Altar in der St.Cyriakus Kirche (Stiftskirche) in Geseke

- Gabriele Wilpers neben ihrem gestalteten Altar in der St.Cyriakus Kirche (Stiftskirche) in Geseke2024: Künstlerisches Gestaltungskonzept mit neuem Altar, Ambo und Seitenaltären für Maria Schuß und Umsetzung im Rahmen der Gesamtrenovierung der Stiftskirche in Geseke.[8][9]

## Publikationen
- Jan Carstensen (Hrsg.): InnenLeben – Haus der Gefühle. Ein Kunstprojekt im Tagelöhnerhaus aus Vinsebeck im LWL-Freilichtmuseum Detmold von Herbert Galle und Gabriele Wilpers, Text: Frank J. Schmitz, Detmold 2007, ISBN 3-926160-36-5[10]